# 생식기 사마귀
생식기 사마귀는 특정 유형의 인유두종 바이러스 (HPV)에 의해 발생하는 성병이다. 일반적으로 분홍색이며 피부 표면에 돌출되어 있다. 보통 증상이 거의 나타나지 않지만 때때로 통증이 나타날 수 있다. 일반적으로 노출 후 1~8개월 후에 나타난다. 사마귀는 생식기 HPV 감염의 가장 쉽게 인식할 수 있는 증상이다.
HPV 6, 11은 대부분의 생식기 사마귀를 일으키는 원인이 되며 HPV 16, 18, 31, 33, 35도 가끔 발견된다. 감염된 파트너와의 구강, 생식기 또는 항문 성교 중에 직접적인 피부 대 피부 접촉을 통해 전염된다. 진단은 일반적으로 증상을 기반으로 하며 생검으로 확인할 수 있다. 암을 유발하는 HPV 유형은 사마귀를 유발하는 유형과 다르다.
일부 HPV 백신은 콘돔처럼 생식기 사마귀를 예방할 수 있다. 치료 선택지에는 포도필린, 이미퀴모드, 트라이클로로아세트산과 같은 크림이 있다. 냉동 요법이나 수술도 방법일 수 있다. 치료 후 사마귀는 종종 6개월 이내에 해결된다. 치료하지 않으면 최대 1/3의 경우 스스로 해결된다.
미국 인구의 약 1%가 생식기 사마귀를 가지고 있다. 그러나 많은 사람들이 감염된 후 증상이 없다. 예방 접종을 하지 않으면 거의 모든 성생활을 하는 사람들이 일생의 한 번은 어떤 유형의 HPV에 감염된다. 이 질병은 적어도 기원전 300년 히포크라테스 시대부터 알려져 왔다.

## 징후 및 증상

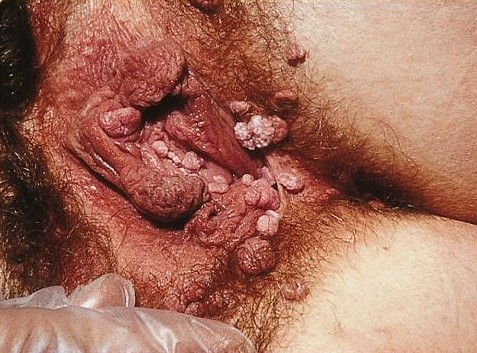
여성의 외부 생식기 사마귀가 심한 경우

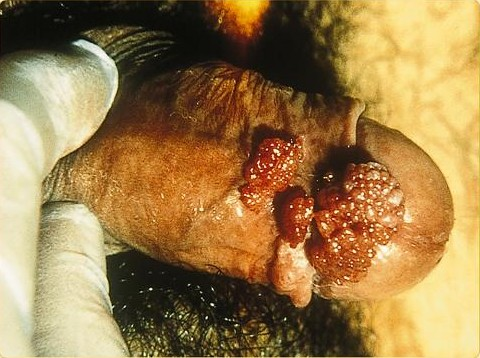
남성의 생식기 사마귀가 심한 경우

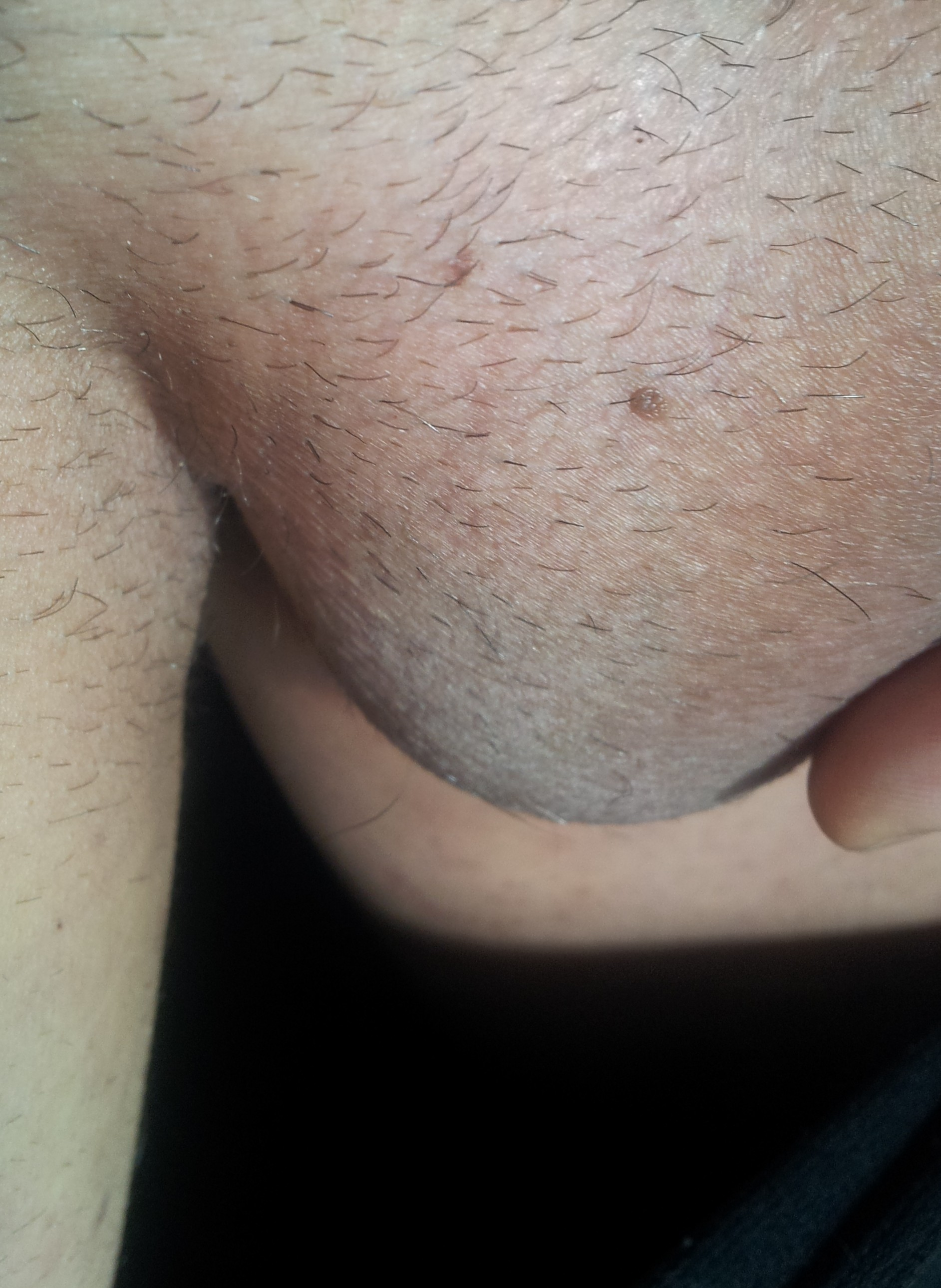
음낭의 작은 콘딜로마

항문이나 생식기 부위 어디에서나 발견할 수 있으며 음경 간, 음낭 또는 질의 대음순을 포함하여 신체의 외부 표면에서 자주 발견된다. 요도 입구, 질 내부, 자궁경부, 항문과 같은 내부 표면에서도 발생할 수 있다.
직경이 1-5mm만큼 작을 수 있지만 생식기 또는 항문 부위에서 큰 덩어리로 자라거나 퍼질 수도 있다. 어떤 경우에는 작은 줄기처럼 보인다. 단단하거나(각질화) 부드러울 수 있다. 색깔은 다양하며 때로는 출혈이 동반될 수 있다.
대부분의 경우 사마귀 자체 외에는 HPV 감염의 증상이 없다. 때때로 사마귀는 특히 항문 주변에서 발생할 때 가려움증, 발적, 불편함을 유발할 수 있다. 일반적으로 다른 신체적 증상은 없지만 생식기 사마귀의 발병은 일부 사람들에게 불안과 같은 심리적 고통을 유발할 수 있다.

## 원인
HPV는 삽입 성교를 통해 가장 일반적으로 전염된다. HPV는 비침투성 성행위를 통해서도 전염될 수 있지만, 성교를 통한 것보다 덜 전염된다. 저위험 HPV 전파에 대한 콘돔의 영향에 대해 상충되는 증거가 있다. 일부 연구에서는 전염을 줄이는 데 효과적이라고 제안했다. 다른 연구에서는 콘돔이 생식기 사마귀를 유발하는 저위험 HPV 변종의 전염을 예방하는 데 효과적이지 않다고 주장한다. HPV 전염에 대한 콘돔의 영향은 성별에 따라 다를 수 있다. 콘돔이 여성보다 남성의 감염 예방에 더 효과적이라는 일부 근거가 있다.
사마귀를 유발하는 HPV 유형은 전염성이 높다. 사마귀 환자의 영향을 받지 않은 파트너 4명 중 약 3명은 8개월 이내에 사마귀가 발생한다. 파트너 일치에 대한 다른 연구에서는 눈에 보이는 사마귀의 존재가 감염력 증가의 지표일 수 있다고 제안한다. HPV 일치율은 한 파트너에게 눈에 보이는 사마귀가 있는 커플에서 더 높다.
HPV 감염의 90%는 감염 후 2년 이내에 신체에서 제거되지만 감염된 세포는 잠복기(조용한) 기간을 겪을 수 있으며, 처음 발생하거나 몇 달 또는 몇 년 후에 증상이 재발한다. 잠복 HPV는 외부 증상이 없더라도 여전히 섹스 파트너에게 전염될 수 있다. 개인이 감염된 파트너와 보호되지 않은 성관계를 가졌다면 그 사람도 감염될 확률이 70%이다.
이전에 HPV 감염 병력이 있는 사람들에서 새로운 사마귀가 나타났다면, HPV에 새로 감염된 것이거나 이전 감염이 재발한 것일 수 있다. 사마귀를 가진 사람들 중 1/3은 재발을 겪게 된다.
항문 또는 생식기 사마귀는 출생 중에 전염될 수 있다. 어린 아이들의 생식기에 사마귀 같은 병변이 있다는 것은 성적 학대의 지표로 제안되었다. 그러나 생식기 사마귀는 때때로 손과 같은 신체의 다른 곳에서 사마귀에 의한 자가 접종으로 인해 발생할 수 있다. 수영복, 속옷, 목욕타월 등을 함께 사용하거나 기저귀 갈기 등의 일상적인 관리 중 성적인 접촉을 하지 않는 경우에도 감염이 보고된 바 있다. 어린이의 생식기 사마귀는 성인보다 HPV 6과 11에 의해 유발될 가능성이 적고 신체의 다른 곳에서 사마귀를 유발하는 HPV 유형("피부 유형")에 의해 유발될 가능성이 더 높다. 아동학대 전문가인 소아과 의사를 대상으로 한 설문조사에 따르면 4세 미만 아동의 경우 새로운 항문 또는 생식기 사마귀의 출현 자체가 성적 학대의 지표로 간주될 수 있는지 여부에 대한 합의가 없다.

## 진단

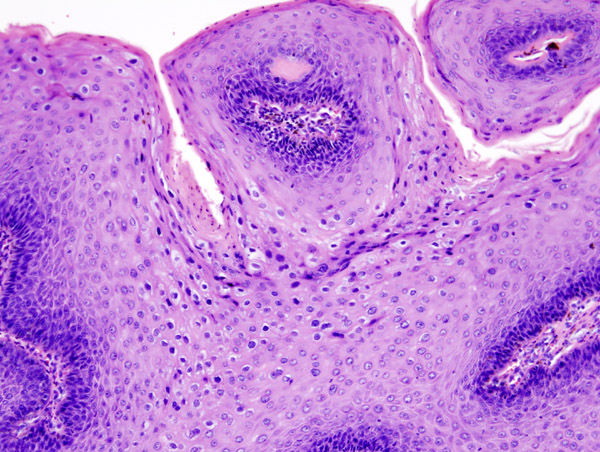
특징적인 변화가 있는 생식기 사마귀의 현미경 사진(parakeratosis, koilocytes, papillomatosis). H&E 염색.

생식기 사마귀의 진단은 대부분 육안으로 이루어지지만 어떤 경우에는 생검으로 확인해야 할 수도 있다. 더 작은 사마귀는 때때로 전염성 연속종과 혼동될 수 있다. 생식기 사마귀는 조직병리학적으로 진피 유두의 확대로 인해 피부 표면 위로 특징적으로 솟아 오르며 부전각화증과 HPV 감염의 전형적인 특징적인 핵 변화(핵주위 부분이 사라지며 핵이 확대됨)를 나타낸다. 고위험 HPV 감염 진단을 위해 DNA 검사가 가능하다. 생식기 사마귀는 저위험 HPV 유형에 의해 발생하기 때문에 DNA 검사는 생식기 사마귀 또는 기타 저위험 HPV 감염의 진단에 사용할 수 없다.
일부 의사는 아세트산 용액을 사용하여 더 작은 사마귀("무증상 병변")를 식별하지만 이 방법은 논란의 여지가 있다. 아세트산을 사용한 진단은 질병의 경과에 의미 있는 영향을 미치지 않고 보다 구체적인 검사로 확인할 수 없기 때문에 2007년 영국 지침에서는 사용을 권장하지 않는다.

## 방지
Gardasil(Merck & Co.에서 판매)은 인유두종바이러스 유형 6, 11, 16, 18을 예방하는 백신이다. 6형과 11형은 생식기 사마귀를 유발하고 16형과 18형은 자궁경부암을 유발한다. 백신은 치료가 아니라 예방적이며 효과적인 바이러스 유형에 노출되기 전에, 이상적으로는 성행위가 시작되기 전에 접종해야 한다. 이 백신은 9세부터 남성과 여성 모두에게 사용하도록 미국 식품의약국(FDA)의 승인을 받았다.

## 관리
HPV에 대한 치료법은 없다. 기존 치료법은 눈에 보이는 사마귀를 제거하는 데 중점을 두고 있지만 치료 없이 저절로 퇴행할 수도 있다. 눈에 보이는 사마귀를 제거하면 기본 HPV 감염의 전파가 감소한다는 근거는 없다. HPV에 걸린 사람의 80%가 18개월 이내에 감염을 없앤다.
의사는 수, 크기, 위치 또는 기타 요인에 따라 사마귀를 치료하는 여러 방법 중 하나를 선택할 수 있다. 모든 치료는 잠재적으로 탈색, 가려움증, 통증 또는 흉터를 유발할 수 있다.
치료는 물리적 융삭 또는 국소 제제로 분류될 수 있다. 물리적 제거 요법은 초기 사마귀 제거에 더 효과적인 것으로 여겨지지만 모든 요법과 마찬가지로 상당한 재발률이 있다.

### 물리적 절제
물리적으로 절제하는 방법은 각질화된 사마귀에 더 효과적일 가능성이 높다. 또한 비교적 작은 사마귀 수가 적은 환자에게 가장 적합하다.
- 국소마취 하에 가위를 사용하는 등의 간단한 절제가 매우 효과적이다.[10]
- 액체 질소 냉동 수술 은 일반적으로 매주 간격으로 사무실 방문에서 수행된다. 효과적이고 저렴하며 임신에 안전하며 일반적으로 흉터를 일으키지 않는다.[10]
- 전기소작("루프 전기 절제 절차" 또는 LEEP이라고도 함)은 오랜 사용 역사를 가진 절차이며 효과적인 것으로 생각된다.[10]
- 레이저 절제는 그 사용을 제안하는 증거가 적다. 다른 절제 방법보다 덜 효과적일 수 있다.[14] 매우 비싸고 종종 최후의 수단으로 사용된다.[19]
- 전신 마취 또는 척추 마취 하에 전문의가 수행하는 공식적인 수술 절차는 더 크거나 광범위한 사마귀, 항문 내 사마귀 또는 어린이의 사마귀에 필요할 수 있다.[10] 다른 방법보다 흉터가 남을 위험이 더 크다.[18]

### 국소 제제
- 젤이나 크림에 들어 있는 0.15-0.5% 포도필로톡신 (포도필록스라고도 함) 용액. 환자가 환부에 바를 수 있으며 씻어내지 않는다. 포도필린의 정제되고 표준화된 활성 성분이다(아래 참조). 포도필록스는 포도필린보다 더 안전하고 효과적이다.[20] 피부 미란과 통증은 이미퀴모드와 시네카테킨보다 더 일반적으로 보고된다.[21] 3일 동안 하루에 2번, 그 다음 4-7일 쉬는 식으로 반복하여 사용한다. 한 리뷰에서는 4주기 동안만 사용해야 한다고 말한다.[20]
- 이미퀴모드는 영향을 받는 부위에 바르는 국소 면역 반응 크림이다. 포도필록스보다 국소 자극이 적지만 진균 감염(포장 설명서의 11%) 및 독감 유사 증상(포장 설명서의 5% 미만)을 유발할 수 있다.[21]
- 시네 카테킨은 녹차 및 기타 성분에서 추출한 카테킨(55% 에피갈로카테킨 갈레이트[19])의 연고이다. 행동 방식은 미정이다.[22] 포도필로톡신, 이미퀴모드보다 제거율이 더 높고 국소 자극을 덜 유발하는 것으로 보이지만 클리어런스는 이미퀴모드보다 더 오래 걸린다.[21]
- 트리클로로아세트산 (TCA)은 냉동 수술보다 덜 효과적이며[20] 질, 자궁경부, 요도에 사용하는 것은 권장되지 않는다.[19]
- 인터페론을 사용할 수 있다. 효과적이지만 비용도 많이 들고 효과도 일관성이 없다.[20]